# Ransom (Illinois)
Ransom és una població dels Estats Units a l'estat d'Illinois. Segons el cens del 2000 tenia 409 habitants.

## Demografia
Segons el cens del 2000, Ransom tenia 409 habitants, 147 habitatges, i 109 famílies. La densitat de població era de 159,5 habitants/km².
Dels 147 habitatges en un 39,5% hi vivien nens de menys de 18 anys, en un 62,6% hi vivien parelles casades, en un 5,4% dones solteres, i en un 25,2% no eren unitats familiars. En el 23,1% dels habitatges hi vivien persones soles el 12,9% de les quals corresponia a persones de 65 anys o més que vivien soles. El nombre mitjà de persones vivint en cada habitatge era de 2,78 i el nombre mitjà de persones que vivien en cada família era de 3,29.
Per edats la població es repartia de la següent manera: un 30,1% tenia menys de 18 anys, un 5,6% entre 18 i 24, un 30,3% entre 25 i 44, un 22,7% de 45 a 60 i un 11,2% 65 anys o més.
L'edat mediana era de 34 anys. Per cada 100 dones de 18 o més anys hi havia 97,2 homes.
La renda mediana per habitatge era de 53.333 $ i la renda mediana per família de 55.682 $. Els homes tenien una renda mediana de 46.458 $ mentre que les dones 21.250 $. La renda per capita de la població era de 17.524 $. Aproximadament el 2,3% de les famílies i l'1,9% de la població estaven per davall del llindar de pobresa.

## Poblacions més properes
El següent diagrama mostra les poblacions més properes.